# Жіноча збірна України з футзалу
Жіноча збірна України з футзалу — національна збірна команда України з жіночого футзалу, якою керує Українська асоціація футболу.
Найвищі досягнення в офіційних міжнародних змаганнях — 2-е місце на чемпіонаті Європи.

## Історія
21 листопада 1997 році збірна України провела свій перший матч зі збірною Іспанії на міжнародному турнірі «Elche 1997». Всього на цьому турнірі збірна зіграла три матчі, у двох з яких поступалися іспанкам та португалкам, а один виграла у збірної Росії. Команда була сформована на основі полтавської «Ніки». Після цього збірна не збиралася довгих десять років.
2005 року було затверджено списки кандидатів до національної команди, однак міжнародних турнірів для жінок тоді не проводилося.
2007 року збірна, після тривалої паузи, провела черговий матч, який став першим домашнім у її історії, суперником виступила збірн Узбекистану, яка й була обіграна з рахунком 7:1. Цього разу команда була сформована на основі клубу «Біличанка-НПУ».
2010 року збірна України перемогла у міжнародному турнірі з футзалу "День Перемоги"(м. Москва, Росія), були обіграні збірні Ірану, Росії та Угорщини.
2011 року збірна України стала бронзовим призером міжнародного турніру з футзалу у м. Мор, Угорщини і вдруге взяла участь у турнірі «День Перемоги», на якому також вдалося завоювати бронзові медалі. Окрім того, в кінці лютого збірна злітала в Іран, де провела три товариські гри з місцевою збірною, у кожній з яких перемогла.

## Міжнародний кубок

### Міжнародний кубок 2012
У 2012 році збірна України взяла участь у неофіційному чемпіонаті світу, який без участі ФІФА самостійно проводили футзальні асоціації. На цьому турнірі українкам вдалося зайняти 5-те місце і відзначитися декількома рекордами: найшвидший гол (Юлія Тітова на 36-й секунді матчу з Малайзією), найбільше голів, забитих одним гравцем (17-річна Анна Шульга відзначилася 5 разів у матчі з Малайзією), найбільша перемога за всю історію проведення жіночих міжнародних кубків з футзалу (перемога над збірною Малайзії 17-0). Також збірна України отримала приз «Найкраща команда Fair-play» - наші футзалістки не отримали жодного попередження на турнірі.
| Дата          | Місце проведення    | Господарі | Рахунок | Гості      | Голи господарів                        | Голи гостей |
| ------------- | ------------------- | --------- | ------- | ---------- | -------------------------------------- | --- |
| 3 грудня 2012 | Олівейра-де-Аземейш | Україна   | 2:0     | Коста-Рика | Титова 11,02', 22,41'                  | |
| 4 грудня 2012 | Олівейра-де-Аземейш | Іспанія   | 2:0     | Україна    | Ана Лухан 15,29', Лорена Маркос 31,49' | |
| 6 грудня 2012 | Олівейра-де-Аземейш | Малайзія  | 0:17    | Україна    |                                        | Титова 0,36', Малишко 6', 23', Павленко 7', Шульга 8', 14', 17', 21', 29', Шеремет 15', Широка 16', 25', 33', Прокопенко 16', 36', Шаповал 40', Ігнатенко 40' |
| 7 грудня 2012 | Олівейра-де-Аземейш | Росія     | 3:0     | Україна    | Афанасова 23', 36', Круглова 29'       | |
| 9 грудня 2012 | Олівейра-де-Аземейш | Японія    | 0:4     | Україна    |                                        | Горобець 18', Широка 32', Малишко 34', Павленко 35' |

### Міжнародний кубок 2013
У 2013 році збірна України знову взяла участь у неофіційному чемпіонаті світу, який того разу проводився в Іспанії. Команда зайняла четверте місце у своїй підгрупі та не вийшла у плей-оф. 
Українки програли збірній Бразилії з рахунком 0:6, обіграли збірну Малайзії з рахунком 18:1, а також програли збірним Росії та Ірану 2:6 та 2:4 відповідно.
На турнірі збірна України посіла загальне 6-те місце.

## Чемпіонати Європи
| Рік   | Місце               | Матчи               | Перемоги            | Нічиї               | Поразки             | Забиті голи         | Пропущені голи      |                     |
| ----- | ------------------- | ------------------- | ------------------- | ------------------- | ------------------- | ------------------- | ------------------- | ------------------- |
| 2019  | 4                   | 2                   | 0                   | 1                   | 1                   | 3                   | 7                   |                     |
| 2022  | 3                   | 2                   | 1                   | 0                   | 1                   | 2                   | 10                  |                     |
| 2023  | 2                   | 2                   | 1                   | 0                   | 1                   | 3                   | 6                   |                     |
| 2027  | Триває кваліфікація | Триває кваліфікація | Триває кваліфікація | Триває кваліфікація | Триває кваліфікація | Триває кваліфікація | Триває кваліфікація | Триває кваліфікація |
| Total | 3/3                 | 6                   | 2                   | 1                   | 3                   | 8                   | 23                  |                     |

### Чемпіонат Європи 2019
Чемпіонат Європи 2019 проходив у Португалії. Українська збірна посіла 4 місце. Чемпіонат Європи з футболу вперше проходив офіційно під егідою Союзу європейських футбольних асоціацій (УЄФА). Фінальна стадія проводиться в форматі "Фіналу чотирьох". Відбір проходив в два раунди, в ньому брали участь 23 збірні.
У португальському містечку Гондомар збірна України грала у півфіналі проти господарок турніру. У першому таймі свою перевагу у грі португальська команда втілила лише у один гол – 0:1. Після перерви українки відігралися. Швидку контратаку завершила Сидоренко – 1:1. Лише в середині тайму португалки знову вийшли вперед, а згодом забили ще. У підсумку, Україна поступилася 1:5.
У матчі за третє місце збірна України зіграла з росіянками. Основний час зустрічі Україна - Росія завершився з рахунком 2:2. У складі збірної України відзначилися Сніжана Воловенко (18-я хвилина) і Юлія Титова (29), у росіянок - Діна Данилова (9) і Вікторія Лебедєва (15). У серії пенальті українки поступилися з результатом 2:3.

### Чемпіонат Європи 2022
Проведення турніру було заплановано на 2021 рік, але через пандемію Covid-19 відбувся лише у 2022 році. 
На відбірковій груповій стадії українки впевнено обіграли збірні Чехії (5:4), Бельгії (7:0), Фінляндії (4:1) та потрапили до четвірки найкращих команд Європи.
У півфіналі збірна України програла діючим чемпіонкам Європи збірній Іспанії (0:9), а в матчі за третє місце здолала збірну Угорщини (2:1) та здобула бронзові медалі. Голами відзначилися Юлія Титова (9 хв.) та Сніжана Воловенко (23 хв.). 

### Чемпіонат Європи 2023
На Євро-2023 збірна України вперше в історії дійшла до фіналу. 
Вигравши свою відбіркову групу, маючи серед суперниць збірні Нідерландів, Польщі та Хорватії, українська команда знову потрапила до чотирьох кращих команд континенту. 
В півфіналі збірна України переграла збірну Угорщини з рахунком 2:1, двічі відзначилася Ганна Шульга.  Але у вирішальному матчі програли діючим володаркам трофею - іспанкам. Фінальна зустріч закінчилась з рахунком 1:5. Єдиний забитий м'яч в ворота збірної Іспанії забила Ганна Шульга.

## Чемпіонати світу
| Рік   | Місце               | Матчи               | Перемоги            | Нічиї               | Поразки             | Забиті голи         | Пропущені голи      |                     |
| ----- | ------------------- | ------------------- | ------------------- | ------------------- | ------------------- | ------------------- | ------------------- | ------------------- |
| 2025  | Триває кваліфікація | Триває кваліфікація | Триває кваліфікація | Триває кваліфікація | Триває кваліфікація | Триває кваліфікація | Триває кваліфікація | Триває кваліфікація |
| Total | 0/0                 | -                   | -                   | -                   | -                   | -                   | -                   |                     |

### Чемпіонат світу 2025
У грудні 2022 року було оголошено про запуск чемпіонату світу під егідою ФІФА, який буде проводитись кожні чотири роки. Дебют першого  турніру відбудеться у 2025 році.

## Досягнення
- Чемпіонат Європи  : 
  -  Срібло (1): 2023
  -  Бронза (1): 2022